# Aljaž Hočevar
Aljaž Hočevar (20 d'agost de 1991) és un ciclista eslovè, professional des del 2010 fins al 2014.

## Palmarès
- 2013
  - 1r a l'Umag Trophy
  - 1r al Memorijal Stjepan Grgac